# 赤い谷間の決斗
『赤い谷間の決斗』（あかいたにのけっとう）は、1965年12月29日に公開された日活制作の北海道を舞台にしたアクション映画である。監督は舛田利雄。この作品で石原裕次郎と渡哲也が2度目の共演を果たした。
東京から一人の若い男が北海道の留萠にやってきた、しかし地元のやくざたちにからまれ痛めつけられるが、石切り場で働いているある男に助けられ、やがて二人はやくざたちから石切り場を守るために戦う。

## 配役
- 石原裕次郎 : 風間信吾
- 渡哲也 : 渡辺健
- 岩崎加根子 : 東京軒マダム・銀子
- 桂小金治 : 伊達半六
- 太田雅子 : 娘キミ子
- 垂水悟郎 : 鮫島の養子・退治
- 深江章喜 : 鮫島の養子・積
- 野呂圭介 : 鮫島の養子・錠
- 高木均 : 羆の十吉
- 木島一郎 : 鮫島の子分・竜関
- 杉江弘 : 宮永所長
- 堀恭子 : 宮永の妻明子
- 伊藤寿章 : 中村
- 長浜鉄平 	石工・清次
- 黒田剛 	石工・ノロ重
- 水木京二 : 石工・小坊主
- 岩手征四郎 : 石工・スモオ
- 武智豊子 : とり
- 高品格 : 石工・作次
- 武藤章生 : 石工・鶴造
- 榎木兵衛 : 石工・轟
- 佐野浅夫 : 平次
- 小沢栄太郎 : 鮫島大五郎

## スタッフ
- 監督 ： 舛田利雄
- 脚本 ： 成澤昌茂、舛田利雄
- 企画 ： 岩井金男
- 音楽 ： 伊部晴美
- 美術 : 中村公彦
- 編集 : 辻井正則
- 原作 : 関川周
- 撮影 : 高村倉太郎
- 主題歌 : 石原裕次郎 「赤い谷間のブルース」
- 挿入歌 : 石原裕次郎 「孤児の歌」

## 併映作品
- 『四つの恋の物語』: 西河克己監督